# Nokia 601x
La série des Nokias 601x est une série de téléphones mobiles qui incluent peu de modifications entre les modèles. Ils sont les premiers téléphones mobiles professionnels qui incluent un écran couleur. Ils sont très petits (109 × 50 × 24 mm) incluent une roulette de navigation, des lumières qui éclairent l'écran et le clavier. Ils intègrent aussi les premières touches "composer/raccrocher". Ils peuvent lire des sonneries MIDI polyphoniques.
Les coques sont interchangeables, il y a la possibilité d'ajouter des jeux Java, d'associer une image à son contact. Ils possèdent aussi les fonctions principales d'un assistant personnel avec une liste des contacts d'environ 250 numéros, un calendrier pour les rendez-vous, un bloc-notes, un radio réveil, un memo vocal ou encore une sonnerie qui s'enclenche pour une raison déterminée. Ils intègrent aussi des modèles pour les messages utilisés fréquemment ou encore le système de saisie intuitive. Ils permettent aussi d'appeler plusieurs personnes en même-temps avec la technologie push-to-talk. 